# ヴォルフガング・クラマー
ヴォルフガング・クラマー（Wolfgang Kramer, 1942年6月29日 - , シュトゥットガルト出身）は、 ドイツのボードゲームデザイナーである。
クラマーは1973年から1988年までの16年間は運用管理者やコンピューター科学者として働きながら趣味としてゲームを作成していたが、1989年から専業ゲームデザイナーとなった。彼は200以上のゲームをデザインしており、総発行部数は1000万部を超えている。作品の多くがドイツ年間ゲーム大賞ノミネートされている。 彼は他のデザイナーと連携する事が多く、特にミヒャエル・キースリングやリヒャルト・ウルリッヒと組むことが多い。

## Kramerleiste

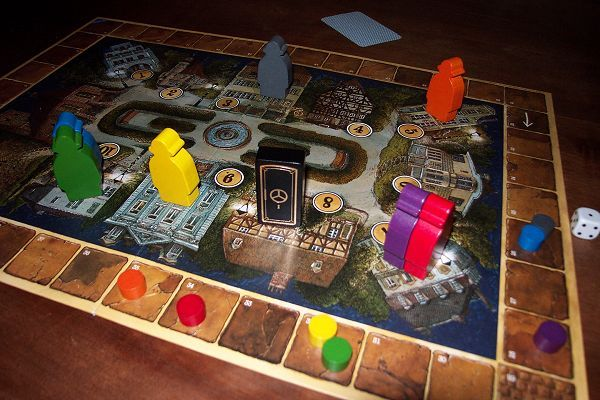
アンダーカバーの盤面。ボードの端がマス目となっている。

プレイヤーの得点を記録するトラックを盤面の端に配置してあることが、ドイツのボードゲームではしばしば見られる。この方式はクラマーに因みKramerleisteと呼ばれている。クラマーがこの方法によるスコア追跡を採用したのは、1984年のゲームである 『アンダーカバー』 (Heimlich&Co.)が最初である。

## 作品リスト
- 1974年 Tempo
- 1980年 Niki Lauda’s Formel 1 - ドイツ年間ゲーム大賞(1980)ノミネート
- 1986年 『80日間地球一周』 - In 80 Tagen um die Erde
- 1986年 『アンダーカバー』 - Heimlich & Co. – ドイツ年間ゲーム大賞(1986)受賞
- 1987年 『アウフアクセ』 - Auf Achse – ドイツ年間ゲーム大賞(1987)受賞
- 1988年 『フォルム・ロマヌム』 - Forum Romanum
- 1989年 『ミッドナイトパーティ』 - Mitternachtsparty - ドイツ年間ゲーム大賞(1989)ノミネート
- 1990年 『ホリデイAG』 - Holiday AG – ドイツゲーム大賞(1990)6位
- 1991年 『コルサロ』 - Corsaro – ドイツ年間ゲーム大賞(1991)ドイツ年間キッズゲーム大賞受賞
- 1994年 『ビッグボス』 - Big Boss
- 1994年 『6ニムト!』 - 6 nimmt! - ドイツゲーム大賞(1994)1位
- 1996年 『エルグランデ』 - El Grande – リヒャルト・ウルリッヒとの合作 - ドイツ年間ゲーム大賞(1996)受賞
- 1999年 『ディーハンドラー』 - Die Händler –リヒャルト・ウルリッヒとの合作 - ドイツゲーム大賞(1999)5位
- 1999年 『ティカル』 - Tikal – ミヒャエル・キースリングとの合作 - ドイツゲーム大賞(1999)1位
- 2000年 『ジャワ』 - Java – ミヒャエル・キースリングとの合作 - ドイツゲーム大賞(2001)9位
- 2000年 『パイレート・ピート』 - Piraten-Pitt – Deutscher Spiele Preis (Deutscher Kinderspiele Preis)
- 2000年 『フィレンツェの匠』 - Die Fürsten von Florenz – リヒャルト・ウルリッヒとの合作 - ドイツゲーム大賞(2000)3位
- 2000年 『トーレス』 - Torres – ミヒャエル・キースリングとの合作 - ドイツ年間ゲーム大賞(2000)受賞、ドイツゲーム大賞(2000)2位
- 2002年 『プエブロ』 - Pueblo – ミヒャエル・キースリングとの合作 - ドイツゲーム大賞(2002)8位、de:Spiel der Spiele
- 2002年 『メキシカ』 - Mexika - ミヒャエル・キースリングとの合作
- 2004年 『マハラジャ』 - Raja – ドイツ年間ゲーム大賞(2004)ノミネート
- 2005年 『勝利への道』 - Verflixxt! – ミヒャエル・キースリングとの合作 - ドイツ年間ゲーム大賞(2005)ノミネート
- 2006年 『セルティカ』 - Celtica - ミヒャエル・キースリングとの合作
- 2007年 『オリゴ』 - Origo
- 2007年 『コロッセウム』 - Colosseum – Markus Lübkeとの合作 - ドイツゲーム大賞(2007)10位
- 2008年 『ブロエックス』 - Blox – Jürgen P.K. Grunau、Hans Ragganとの合作 - ドイツ年間ゲーム大賞(2008)ノミネート
- 2009年 『11ニムト！』 - 11 nimmt!
- 2010年 『アサラ』 - Asara – ドイツ年間ゲーム大賞(2011)ノミネート
- 2010年 『ティカル2 失われた寺院』 - Tikal II: Der vergessene Tempel - ミヒャエル・キースリングとの合作
- 2012年 『カッラーラの宮殿』 - Die Paläste von Carrara - ミヒャエル・キースリングとの合作

### 著作
クラマーはパズルの本も上梓しており、"Der Palast der Rätsel"や"Die Rätsel der Pyramide"といった2作品を書いている。